# مارتوولا
مارتوولا (به لاتین: Martuwela) یک منطقهٔ مسکونی در سری‌لانکا است که در استان مرکزی (سری‌لانکا) واقع شده‌است.